# Il Giornale
Il Giornale (zu Deutsch Die Zeitung) ist eine italienische Tageszeitung mit Sitz in Mailand. Sie ist im Besitz von Paolo Berlusconi, Bruder des ehemaligen Ministerpräsidenten Silvio Berlusconi. Die BpB beschreibt ihre Ausrichtung als „konservativ-populistisch“. Bekannt ist das Blatt für seinen eher reißerischen Stil.

## Geschichte
Die Tageszeitung wurde 1974 von Indro Montanelli als Il Giornale Nuovo gegründet und zeichnet sich durch eine starke, populistische Opposition zur politischen Linken aus. Mit dem Auftreten finanzieller Schwierigkeiten 1977 akzeptierte Montanelli Finanzhilfen in Form einer 30-prozentigen Beteiligung des damals noch nicht in der Politik tätigen Silvio Berlusconi, der damit der Verleger der Zeitung wurde. Bis zum Eintritt Berlusconis in die Politik im Dezember 1993 war Montanelli Herausgeber des Giornale; später gründete er die konkurrierende Tageszeitung La Voce. In den 1990er Jahren hielt Berlusconi 82 % der Aktien der Tageszeitung. Infolge des 1990 verabschiedeten Mediengesetzes „Legge Mammi“ verkaufte Silvio Berlusconi die Zeitung 1994 an seinen Bruder Paolo Berlusconi. Neuer Direktor wurde Vittorio Feltri, ein Unterstützer Berlusconis, der die Zeitung bis Ende 1997 führte und in dieser Zeit ein starkes Auflagenwachstum erzielte. Er gründete später seine eigene Zeitung Libero. Feltri übernahm 2009/2010 kurzzeitig erneut die Leitung des Blattes.
2010 lag Il Giornale nach Verkaufszahlen auf dem achten Platz unter den nationalen Tageszeitungen Italiens.
Mit der Samstagsausgabe vom 11. Juni 2016 startete die Zeitung mitten im Kommunalwahlkampf eine achtbändige Folge von Beilagen älterer Bücher zur Geschichte des Dritten Reichs, beginnend mit einer vom Historiker Francesco Perfetti kommentierten Ausgabe der 1937 erschienenen, von Angelo Treves besorgten italienischen Übersetzung des zweiten Bandes von Adolf Hitlers Mein Kampf und einer Übersetzung von William Shirers Aufstieg und Fall des Dritten Reiches.